# Versickerung (Korruption)
Versickerung liegt bei legalen Geld- oder Warentransaktionen vor, wenn ein Teil oder gar das gesamte Volumen einer Transaktion vom Empfänger ohne Billigung des Absenders verwendungs- oder vertragswidrig eingesetzt wird. 
Der international geltende Rechtsgrundsatz Pacta sunt servanda fordert die Erfüllung aller in einem Vertrag geschlossenen Bedingungen. Dazu gehört auch, dass der vertragsgemäße Empfänger die Vertragsleistungen bestimmungskonform verwendet. Verletzt er diesen Grundsatz und zweigt Teile hieraus für andere Zwecke ab oder überlässt Dritten vertragswidrig seine Aufgaben, so versickern diese Teile. Im internationalen Geschäftsverkehr wird allgemein davon ausgegangen, dass Geldzahlungen oder Warenlieferungen von den Vertragspartnern bestimmungsgemäß eingesetzt werden. Versickerung ist der Teil von Transaktionen, der dennoch nicht vertragskonform und illegal in nicht vorgesehenen Kanälen verschwindet und verwendungswidrig eingesetzt wird. Versickerung ist die Sichtweise des Absenders einer Geld- oder Warentransaktion, von deren verwendungs- oder vertragswidriger Verwendung er allenfalls Kenntnis erlangt. Korruption hingegen ist der bewusste Missbrauch einer Vertrauensstellung durch den Absender.   
Transparency International veröffentlicht einen jährlichen Korruptions-Index aller Staaten, der diese zwischen „sehr sauber“ und „höchst korrupt“ klassifiziert. „Sehr sauber“ sind Staaten, bei denen eine vergleichsweise niedrige oder gar keine Versickerungsrate besteht und umgekehrt. Versickerungsrate ist dabei jener Prozentsatz von Vertragsleistungen, die vertragswidrig eingesetzt werden. Es besteht hierbei eine positive Korrelation zwischen Versickerung von Geldzahlungen/Warenlieferungen und Entwicklungsländern. Leistungen in westliche Staaten unterliegen indes einer geringen Versickerung. Die hohe Korrelation ist einer der Gründe der Geberstaaten für die Zurückhaltung bei der Entwicklungshilfe. Sie haben die Möglichkeit, über unabhängige Treuhänder die vertragskonforme Verwendung ihrer Leistungen vor Ort überwachen zu lassen. 

## Versickerung betrifft alle Lebensbereiche
Versickerung ist nicht nur feststellbar bei Entwicklungshilfe und Darlehen; es versickern auch konkrete Hilfezahlungen etwa bei AIDS oder bei Zahlungen in Katastrophengebiete. Global Fund hat ermittelt, dass über 60 % der AIDS-Hilfe in Afrika bei korrupten Beamten versickert, weshalb Deutschland seine Zahlungen an diesen Fonds vorerst einstellte.  Auch ein Drittel der Haiti-Spenden versickert. Geldzahlungen für den Straßenbau in Indien verschwanden teilweise für die Errichtung von Wohnhäusern der Beamten; 75 % der Inder besitzen Erfahrungen mit Korruption. Auch die Hilfe für die Flutkatastrophe in Pakistan ist teilweise zweckfremd verwendet worden. Den Wiederaufbau regelte eine eigens initiierte Behörde. Laut „Daily Telegraph“ zweigte die Regierung im März 2009 umgerechnet 109,3 Millionen Euro an Hilfsgeldern für andere Projekte ab. Spender müssen sich deshalb bewusst sein, dass ein Teil ihrer Spenden nicht verwendungsbestimmt eingesetzt wird, sondern versickert oder für relativ hohe Verwaltungskosten der Hilfeorganisationen verbraucht wird.

## Bekämpfung
Die G7-Staaten und Russland haben im Juni 2005 im Rahmen eines internationalen Schuldenerlasses diesen an die Bedingung der Bekämpfung von Korruption im Rahmen einer „guten Regierungsführung“ geknüpft. Diese Bedingung berücksichtigt die langjährigen Erfahrungen der Geberstaaten mit der korruptionsbedingten Versickerung der Entwicklungshilfe und soll dafür sorgen, dass sich die Effizienz der Hilfeleistungen auch durch sich verringernde Versickerungsraten erhöht.  Unter dem Stichwort „Förderung von Good Governance“ werden Finanzverwaltungen und nationale Rechnungshöfe beraten und die Verbesserung von Gesetzen unterstützt, um die Transparenz und die „Accountability“, die Rechenschaftslegung bei der Verwendung von Mitteln, zu erhöhen. Auf diese Weise soll Korruption zumindest erschwert werden. Zugleich soll erreicht werden, dass im Land selbst mehr Geld zur Bekämpfung von Armut zur Verfügung steht.